# Sterlina di Alderney
La sterlina di Alderney è la valuta dell'isola di Alderney, che, per legge, dev'essere la medesima del Regno Unito (si veda sterlina britannica).

## Storia
Alderney non emette banconote proprie, ma le monete emesse per conto della Banca d'Inghilterra sono ampiamente disponibili per i collezionisti, ma non circolano normalmente. Dal 1989, Alderney ha occasionalmente emesso monete commemorative del valore facciale di £1, £2 o £5 in oro, argento o cupronichel.
Per l'utilizzo normale ad Alderney, circolano, fianco a fianco, per tutto l'anno banconote e  monete di Guernsey e del Regno Unito, mentre nella stagione turistica estiva, sono comuni anche le banconote e le monete di Jersey, così come le banconote scozzesi e occasionalmente anche quelle dell'Isola di Man, o quelle dell'Irlanda del Nord.

## Disciplina normativa
L'Appendice 2 del Government of Alderney Law prevede che gli Stati di Alderney possano, mediante decreto, prescrivere "la valuta legale e le denominazioni della valuta legale, e che comunque tale valuta, e tali denominazioni saranno gli stessi ad Alderney come nel Regno Unito; tenuto conto che le banconote e monete di tale valuta sono un mezzo legale di pagamento".